# Emmanuel Bonn
Pour les articles homonymes, voir Bonn (homonymie).
 (janvier 2014).
Si vous disposez d'ouvrages ou d'articles de référence ou si vous connaissez des sites web de qualité traitant du thème abordé ici, merci de compléter l'article en donnant les références utiles à sa vérifiabilité et en les liant à la section « Notes et références ».
Emmanuel Bonn (né le 19 avril 1959) est un réalisateur, scénariste et producteur français.

## Biographie
Après  son baccalauréat, Emmanuel Bonn commence des cours d'Histoire et de sciences économiques à la Sorbonne puis de cinéma à New York et Paris 8 Vincennes sans finir ses études car il se dédie à la Critique et passe très vite à la réalisation.

## Carrière
À 19 ans, il réalise un long entretien avec Delphine Seyrig à propos de Répérages mis en scène par Michel Soutter (Écran 78, numéro 71, juillet 1978). En 1979, il initie et co-organise pour la Cinémathèque française (à Chaillot et au Centre Pompidou avec Gilles Colpart) la première rétrospective française dédiée au metteur en scène hollywoodien Douglas Sirk. 
Puis, il collabore avec Patrick Brion et Jean-Claude Biette à l'ouvrage sur Douglas Sirk édité par la Cinémathèque française.
De 1996 à 1999 (avec le producteur Anatole Dauman, Huguette Marquand-Ferreux, auteur du catalogue raisonné Le Musée du cinéma Henri Langlois  et le photographe Hugues Langlois +, neveu du fondateur de la Cinémathèque), Emmanuel Bonn, membre de la Cinémathèque française, est aussi Président de l'Association Henri Langlois et pour la reconstitution à l'identique à Bercy du musée du Cinéma du cofondateur de la CF.
Films : dès 1978, il réalise son premier court-métrage Faim suivi de quatre autres, tous sélectionnés dans des festivals, puis en 1980, à 23 ans, il réalise un premier long-métrage musical Jam-Down pré-acheté et soutenu par Samuel Hadida Metropolitan Filmexport puis distribué en salles par MK2 Diffusion en Mars 1981, c'est un film tourné en 35 mm et dolby stereo qui allie le document sur la ville de Kingston et sur la musique de Toots and the Maytals récemment disparu ou de Cedric Myton and the Congos tous alors en studio : The Holy Grail of Reggae Films selon l'historien du reggae Roger Steffens (en). Ce film a été présenté en 2010 au Barbican Centre à Londres à l'occasion de sa réédition en DVD en Angleterre et USA,. 
Emmanuel Bonn a ensuite réalisé des music videos, des documentaires historiques ou des portraits d'écrivains et de peintres dont en 2011 Piero Pizzi Cannella (it) pour Arte, présenté en avant-première à la Villa Médicis en présence de Laura Morante et de Frédéric Mitterrand +
Emmanuel Bonn a aussi travaillé à de nombreux scénarii, a également été invité à intervenir à la FEMIS, à l’Institut français des médias, à l’École supérieure de réalisation audiovisuelle ESRA, au Centre européen de formation et de production de films (CEFPF) ainsi que lors de conférences en France tel le Centre de la Photographie de Mougins en 2024 et à l'étranger.
Ses derniers travaux:  
En 2011/2012, il réalise une fiction pour France Télévisions avec Michael Lonsdale, Bruno Clairefond, Caroline Loeb et la collaboration de Rodolphe Burger à la musique : Même l'avenir dure longtemps tournée en argentique   
En 2012, il co-écrit le documentaire sur le cinéaste Joseph W. Sarno réalisé par Virgile Iscan pour Canal Plus. 
En 2013, il co-produit la version française de Riding for Jesus de Sabrina Varani pour Planète.
En 2016/2019, il écrit un long métrage avec la participation de Peter Van den Eede, comédien et fondateur de la  compagnie anversoise De Koe, Alma Palacios, Arno et la chanteuse Jil Caplan...Projet annulé en 2021 pour cause de crise sanitaire entre autres.
En juillet 2019, il présente aux Rencontres de la photographie d'Arles Five Days With Tom son film sur le célèbre photographe britannique Tom Wood exposé à Arles, suivi en Novembre 2019 de l'avant première parisienne à la Maison Européenne de la Photographie. Primé dans de nombreux festivals. Diffusé sur la platform The Darkroom Rumour.
En 2022 a realisé pour KTO "J'ai 19 ans, je meurs pour la France". En hommage à Luc Sagnier jeune maquisard catholique dans un maquis FTP.
En 2023/ 2025 a écrit un nouveau scénario : le long-metrage est en cours de preparation pour 2026.

## Filmographie

### Courts et moyens métrages
- Faim : festivals de Hyères et Belfort, semaine de la Cinémathèque française à Cannes 1978.
- Du mauvais sang pour Tango : coréalisé avec Anne Lainé, festival de Clermont-Ferrand 1981.
- Le cinéaste Keller, ses singeries et le reste du Monde Libre : festival de Tokyo 1982.
- Le Bonheur est une idée neuve en Europe : avec Robin Renucci festival de Clermont-Ferrand 1984, semaine des Cahiers du Cinéma, distribution par les films du losange en première partie d'un Jeu Brutal de Jean-Claude Brisseau, diffusé par Canal Plus.
- Même l'avenir dure longtemps : Ischia International Film Festival (Italy) 2011, diffusé par France Télévisions.

### Long-métrage
- Jam Down : Printemps de Bourges 1982 et One Love Festival 2012 (England) sortie salles par MK2 Diffusion et distribution Monde par Metropolitan Films-Réédition DVD par MVD (USA) 2010

### Coscénariste (liste non exhaustive)
- A vif : Art et Mélodie (en collaboration avec Odile Barski et J.M Guillaume) LM
- Monkey man (Le Singe) : N and B multimedia (en collaboration avec Peter Palliser et Jean-Louis Leconte) LM
- C'était écrit (E-Mail) : Via Appia Films (en collaboration avec  Marie Pierre Huster  LM
- Hurlements en faveur du massacre (réalisé par Virgile Iscan, festival de Clermont-Ferrand 2012), 50 min, MM
- Joe Sarno, a magnificent obsession (réalisé par Virgile Iscan, diffusé par Ciné Plus) 2012, 52 min

### Documentaires-réalisation (liste non exhaustive)
- De Versailles à Vanikoro, la tragique expédition de Lapérouse : F Productions, diffusé par France 3, 52 min
- 1001 nuits et une guerre : F Productions, diffusé par France 2, 26 min
- Ao Vivo : Via Appia Films diffusé par TV5, 26 min
- Pizzi Cannella : Images et Compagnie diffusé par Arte, 26 min
- Five Days With Tom : Ostia Productions Tënk à Arles, 31 min

### Producteur délégué (liste non exhaustive)
- Naguib Mahfouz, enfant du Caire : Partenaire/Anabase/France 3 (réalisé par Anne Lainé) 1988, 26 min
- Naguib Mahfouz, Prix Nobel de Littérature : Delta Images/France 3  Un siècle d'écrivains (réalisé par Anne Lainé) 1995, 52 min, a remporté le Grand Prix du film méditerranéen à Palerme.
- Nadine Gordimer, Prix Nobel de Littérature : Via Appia Films/Gaumont TV/France 3 Un siècle d'écrivains (réalisé par Anne Lainé) 1999, 52 min
- Virginia Woolf : les Films d'Ici/Via Appia Films/Delta Images/France 3 Un siècle d'écrivains  (réalisé par Dominique Lucie Brard) 1999, 52 min
- Le réel et l'utopie, textes politiques de George Sand : Via Appia Films/France 3 (réalisé par Anne Lainé) 2006, 52 min